# Mafia: The City of Lost Heaven
Mafia: The City of Lost Heaven računalna je igra i videoigra koja je isprva bila napravljena i puštena u prodaju 2002. samo za Microsoft Windowse. 2004. su izašle i verzije za PlayStation 2 i Microsoft Xbox. Igru je razvio Illusion Softworks, a objavio Gathering of Developers.

## Radnja
Radnja se odvija tijekom 1930-ih, od jeseni 1930. do kraja 1938., tijekom prohibicije. Radnja je smještena u imaginarni američki grad Lost Heaven (jednim dijelom temeljen na izgledu New Yorka i Chicaga iz istog razdoblja).
Igrač preuzima ulogu taksista Thomasa (Tommyja) Angela, koji je, dok pokušava preživjeti na ulicama Lost Heavena, neočekivano i ne svojom voljom uključen u organizirani kriminal kao vozač kriminalne organizacije Salieri koju vodi Don Salieri.
Kroz događaje u priči, Tommy se počinje uzdizati na ljestivici "obitelji" Salieri, koja se trenutačno bori s konkurentskom obitelji Morello, koju vodi Don Morello. Nakon nekog vremena, Tommy se oslobađa iluzije svojeg kriminalnog života i dogovara sastanak s detektivom kako bi mu ispričao svoju priču i pomogao mu u uništenju organizacije Salieri.

## Tip igre
Veći dio igre sastoji se od simulacije automobilske vožnje, uglavnom lagane kroz grad između zanimljivih lokacija, kao i od potjera te utrka; ostatak igre se bazira na igranju iz trećeg lica koje je prekinuto s vremena na vrijeme predodređenim scenama. Kao dodatak fotorealističnom gradu i ogromnom vangradskom prostoru, detaljizirani interiori kao gradska zračna luka, muzej, crkva, hotel, napušteni zatvor, restorani te Don Salierijev bar su uključeni u igru. Promjene vremena te izmjena dana i noći su također u upotrebi.
51 klasično američko vozilo se može koristiti u "Mafiji", plus 19 bonus automobila (od kojih je 5 trkaćih) koji su zaključani dok se ne završi glavni dio igre te tako otvori novi mod. Automobili se uvode periodično, u početku igre na ulicama se voze modeli iz ranih 1920-ih, dok se kasnije pojavljuju automobili iz 1930-ih.
Policija kažnjava igrače zbog prekršaja kao prebrze vožnje, prolaska kroz crveno svjetlo na semaforu, a automobilske nesreće mogu uzrokovati fizičke ozljede u igrača. I drugi načini prijevoza su dostupni, kao tramvaji i podzemna željeznica, ali nisu mogući za kontrolirati, već samo za korištenje u igri.
"Mafia" ima napredan sustav štete na vozilima, gdje igra izračunava deformaciju karoserije u realnom vremenu, za razliku od ostalih igara koje koriste predefinirane modele razbijene karoserije. Iako robusnija od originalnih "realnih" vozila, u igri manja i slabija vozila mogu podnijeti manje udaraca nego jača oklopljenija vozila prije nego što se raspadnu. Više realizma je integrirano u odnosu na ostale igre ovog žanra, kao mogućnosti probijanja rezervoara, pregrijavanja motora, te razbijanja zupčanika prijenosa. Velik dio vanjskih komponenti (kao prozori, gume, svjetla i branici) se može odstraniti s automobila zabijanjem u vožnji, korištenjem hladnog oružja na automobilu te pucanjem u njega.
Završavanjem glavne priče otključava se "Freeride Extreme" mod igre, koji je u biti isti kao i Freeride, ali s dodatcima kaskaderskih skokova, misija sa strane, te manjka policijskih ophodnja. Misije sa strane su u rangu od trivijalnih, kao prenošenje paketa ili ubijanje gangstera, do ekstremnih i ponekad nemogućih, kao potjera za vanzemaljskim brodom, ili kao u jednoj misiji, vožnja miniranog kamiona određenom brzinom, što je zapravo posveta akcijskom trileru iz 1994. Brzina.